# 아름브루스트
아름부르스트(Armbrust)는 1970년대 말 독일의 메세르슈미트-뵐코브-블롬이 설계하고 개발, 생산한 경량 무유도 대전차 무기이다.

## 주요 사용
베트남-캄보디아 전쟁 기간 캄보디아의 크메르 루주 정권에 공급한 아름부르스트가 사용되었다. 아름부르스트는 베트남군과 캄보디아군 양쪽에서 노획하여 전부 사용하였다.
슬로베니아와 크로아티아도 유고슬라비아 전쟁 기간 유고슬라비아와 세르비아의 전차에 대항하여 대전차 무기로 아름부르스트를 사용하였다.

## 운용국

### 현행 운용국
- 브루나이[4]
- 캄보디아[4]
- 칠레[4]
- 인도네시아 (KOPASKA와 코파수스 특수부대가 사용[5])
- 필리핀[6]
- 싱가포르[4]
- 슬로베니아[4]
- 태국[4]

## 같이 보기
- MATADOR
- PzF 44
- 판처파우스트 3